# Serrat de Novelliques
El Serrat de Novelliques és una muntanya de 798 metres que es troba entre els municipis de Lluçà i Perafita, a la comarca del Lluçanès.